# موج‌سواری (فیلم)
موج‌سواری (که در ایران باعنوان فصل موج‌سواری دوبله شده است) انیمیشن آمریکایی، محصول سونی پیکچرز انیمیشن در سال ۲۰۰۷ است. کارگردانی آن را اش برنون و کریس بوک بر عهده داشته و بازیگرانی همچون شایا لابوف، جف بریجز، زویی دشانل، جون هدر، ماریو کانتون، جیمز وودز و دایدریچ بیدردر آن به ایفای نقش پرداخته‌اند. این انیمیشن توسط کلمبیا پیکچرز در ۸ ژوئن ۲۰۰۷ توزیع شده است.
داستان در مورد پنگوئن جوانیست که آرزو دارد روزی موج‌سواری حرفه‌ای شود.در سال ۲۰۱۶ دنباله ای برای این فیلم(موج سواری ۲:دیوانه موج)ساخته شد.

## پیوند
- موج سواری در بانک اطلاعات اینترنتی فیلم‌ها